# Palpimanus stridulator
Palpimanus stridulator är en spindelart som beskrevs av Lawrence 1962. Palpimanus stridulator ingår i släktet Palpimanus och familjen Palpimanidae.
Artens utbredningsområde är Namibia. Inga underarter finns listade i Catalogue of Life.